# Meunasah Tutong (Lhoksukon)
Meunasah Tutong is een bestuurslaag in het regentschap Aceh Utara van de provincie Atjeh, Indonesië. Meunasah Tutong telt 654 inwoners (volkstelling 2010).